# Estoril Open 1990
Estoril Open 1990 - чоловічий і жіночий тенісний турнір, що проходив на відкритих кортах з ґрунтовим покриттям. Це був перший турнір Estoril Open серед чоловіків (2-й - серед жінок). Належав до ATP International Series в рамках Туру ATP 1990. Відбувся на Estoril Court Central в Оейраші (Португалія). Чоловічий турнір тривав з 2 до 8 квітня 1990 року, жіночий - з 16 до 22 липня 1990 року. Еміліо Санчес і Федеріка Бонсіньйорі здобули титул в одиночному розряді.

## Фінальна частина

### Одиночний розряд, чоловіки
Еміліо Санчес —  Франко Давін 6–3, 6–1
- Для Санчеса це був другий титул за сезон, і 11-й - за кар'єру.

### Одиночний розряд, жінки
Федеріка Бонсіньйорі —  Лаура Гарроне 2–6, 6–3, 6–3

### Парний розряд, чоловіки
Серхіо Касаль /  Еміліо Санчес —  Омар Кампорезе /  Паоло Кане 7–5, 4–6, 7–5
- Для Касаля це був перший титул у парному розряді за сезон, і 25-й - за кар'єру.
- Для Санчеса це був другий титул у парному розряді за сезон, і 28-й - за кар'єру.

### Парний розряд, жінки
Сандра Чеккіні /  Патрісія Тарабіні —  Карін Баккум /  Ніколе Мунс-Ягерман 1–6, 6–2, 6–3